# Hironobu Sakaguchi

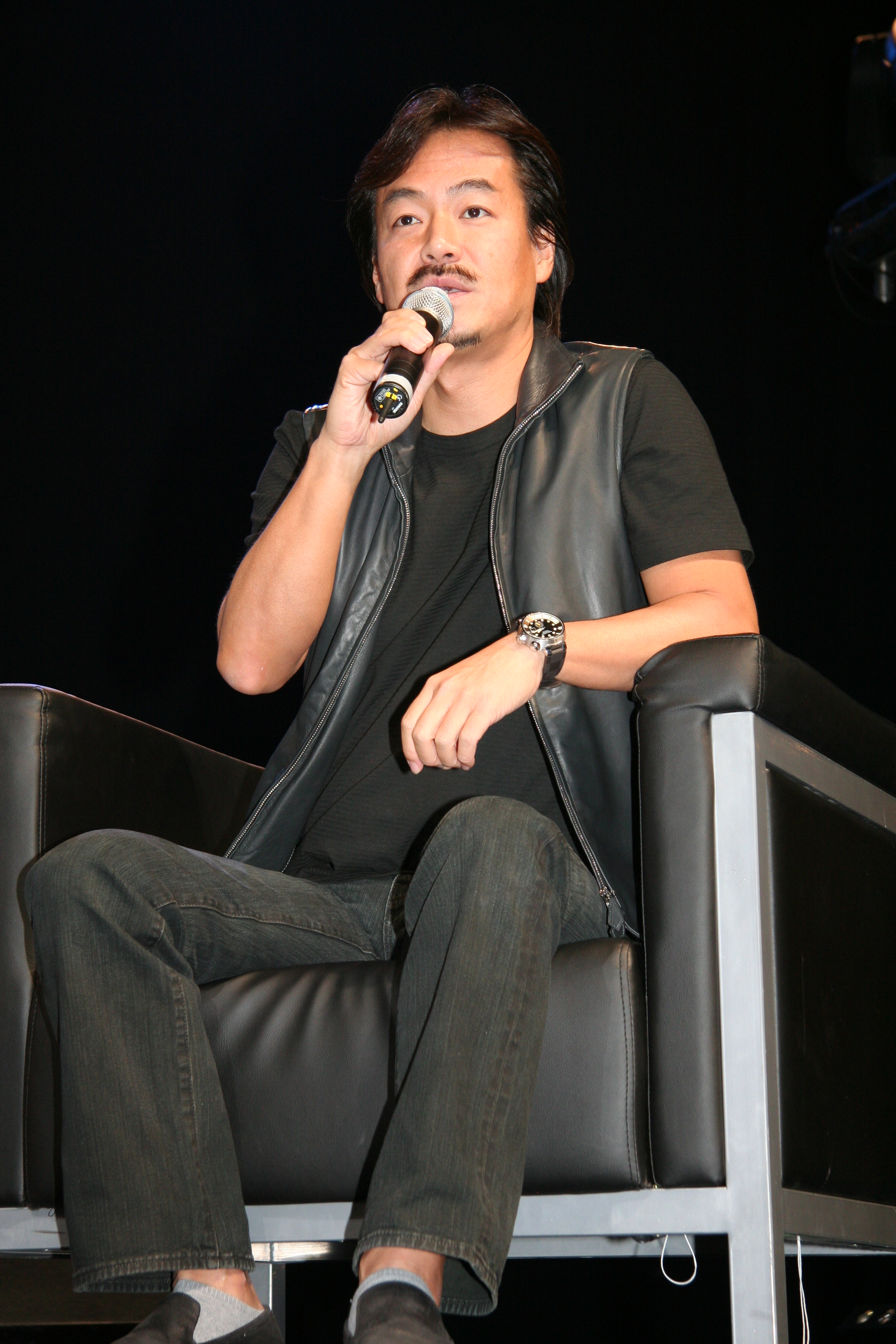
Hironobu Sakaguchi, creatorul seriei Final Fantasy

Hironobu Sakaguchi (născut pe 25 noiembrie 1962, în Hitachi, Japonia) este un renumit designer de jocuri video, regizor, producător și scenarist japonez, cunoscut în special pentru crearea și dezvoltarea seriei de jocuri Final Fantasy. Este co-fondatorul și președintele studioului de jocuri Mistwalker. Sakaguchi a avut o carieră prolifică în industria jocurilor video, contribuind semnificativ la evoluția și popularitatea genului RPG (Role-Playing Game).

## Tinerețea și educația
Hironobu Sakaguchi a crescut în Hitachi, prefectura Ibaraki. În tinerețe, a fost pasionat de muzică și a cântat la chitară într-o trupă rock. După absolvirea liceului, a intrat la Universitatea Națională din Yokohama, unde a studiat ingineria electrică. Totuși, el nu și-a terminat studiile, părăsind universitatea pentru a-și urma pasiunea pentru jocuri video.

## Cariera la Square (1975-2004)
În 1983, Sakaguchi a fost angajat de Square Co., Ltd. (mai târziu Square Enix) ca director de planificare și dezvoltare. Primele sale proiecte la Square au fost jocuri mici pentru computerul PC-8801, dar succesul a venit odată cu lansarea seriei Final Fantasy.

## Crearea Final Fantasy
În 1987, Sakaguchi a creat primul Final Fantasy, un joc de rol care a fost lansat pentru Nintendo Entertainment System (NES). Într-o perioadă de dificultăți financiare pentru Square, Sakaguchi a conceput Final Fantasy ca pe un ultim efort al companiei. Succesul uriaș al jocului a salvat compania de la faliment și a pus bazele unei francize de succes. Final Fantasy a devenit un fenomen cultural, cunoscut pentru poveștile sale epice, grafica inovatoare și muzica memorabilă.

### Succesul continuu
Sakaguchi a continuat să supravegheze dezvoltarea seriei Final Fantasy și a fost implicat direct în crearea mai multor titluri notabile, inclusiv Final Fantasy IV (1991), Final Fantasy VI (1994), Final Fantasy VII (1997) și Final Fantasy IX (2000). Final Fantasy VII, în special, a avut un impact major asupra industriei jocurilor video, fiind considerat unul dintre cele mai bune jocuri din toate timpurile.

### Alte proiecte
Pe lângă seria Final Fantasy, Sakaguchi a fost implicat în alte proiecte de succes la Square, cum ar fi Chrono Trigger (1995), Parasite Eve (1998) și Vagrant Story (2000). De asemenea, el a supravegheat dezvoltarea filmului animat Final Fantasy: The Spirits Within (2001), un proiect ambițios care, deși a fost revoluționar din punct de vedere tehnologic, a eșuat comercial și a cauzat pierderi financiare semnificative pentru Square.

## Fondarea Mistwalker (2004-prezent)
În 2004, Sakaguchi a părăsit Square Enix și a fondat Mistwalker, un nou studio de jocuri video. Scopul său a fost de a crea jocuri de rol inovatoare, continuând moștenirea lăsată de seria Final Fantasy.

### Blue Dragon și Lost Odyssey
Primele două jocuri lansate de Mistwalker au fost Blue Dragon (2006) și Lost Odyssey (2007), ambele pentru Xbox 360. Blue Dragon a fost bine primit pentru stilul său artistic și gameplay-ul clasic de RPG, în timp ce Lost Odyssey a fost lăudat pentru povestea sa emoționantă și profunzimea personajelor.

### The Last Story și Terra Battle
În 2011, Mistwalker a lansat The Last Story pentru Nintendo Wii, un joc care a combinat elemente tradiționale de RPG cu mecanici de luptă în timp real. The Last Story a fost bine primit și a consolidat reputația lui Sakaguchi ca inovator în genul RPG. Ulterior, Mistwalker a lansat Terra Battle (2014), un joc de strategie și RPG pentru dispozitive mobile, care a primit recenzii pozitive pentru gameplay-ul său strategic și designul artistic.

## Stilul și influențele lui Sakaguchi
Stilul de design al lui Hironobu Sakaguchi este caracterizat de povești epice, personaje bine dezvoltate și lumi bogat detaliate. El este cunoscut pentru capacitatea sa de a combina elemente tradiționale de RPG cu inovații tehnologice și mecanici de gameplay moderne. Sakaguchi a fost influențat de filmele și literatura science-fiction și fantasy, precum și de muzica clasică și rock.

## Receptarea critică și moștenirea
Hironobu Sakaguchi este considerat unul dintre cei mai importanți creatori de jocuri video din toate timpurile. Seria Final Fantasy a vândut peste 160 de milioane de exemplare la nivel mondial și a influențat nenumărate alte jocuri și dezvoltatori. Sakaguchi a primit numeroase premii și distincții pentru contribuțiile sale la industria jocurilor video, inclusiv o intrare în Hall of Fame-ul Academiei de Arte și Științe Interactive în 2000.

## Viața personală
Sakaguchi este cunoscut pentru pasiunea sa pentru surfing, un hobby pe care îl practică în timpul liber. El locuiește în Hawaii, unde continuă să lucreze la proiecte noi cu Mistwalker. Sakaguchi este, de asemenea, un susținător al educației în domeniul jocurilor video și al încurajării noilor talente în industrie.

## Mistwalker
În 2001, a fondat Mistwalker, care s-a pus în funcțiune în 2004. În februarie 2005, s-a anunțat că Mistwalker va lucra cu Microsoft Game Studios pentru a produce două jocuri video de rol pentru Xbox 360. În afară de Blue Dragon și Lost Odyssey, Sakaguchi produce și ASH: Archaic Sealed Heat pentru Nintendo DS.

## Moștenire
Hironobu Sakaguchi a avut o carieră remarcabilă, contribuind semnificativ la dezvoltarea și popularizarea genului RPG. Prin creațiile sale, el a influențat generații de jucători și dezvoltatori și a lăsat o moștenire durabilă în industria jocurilor video. Sakaguchi continuă să fie o figură respectată și admirată, dedicată inovației și excelenței în designul de jocuri.